# Espaguetització

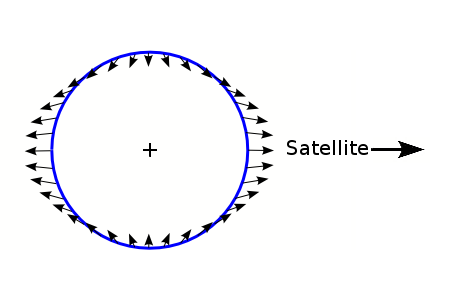
Forces de marees actuant sobre un cos esfèric en un camp gravitatori

En astrofísica, l'espaguetització o efecte agulla és l'estirament vertical i la compressió horitzontal d'objectes que els converteix en formes llargues i primes (com espaguetis) en un camp gravitatori molt fort; és causada per forces de marea extremes. En els casos més extrems –prop de forats negres– l'estirament és tan potent que cap cos el pot aguantar. En una regió petita, la compressió horitzontal compensa l'estirament vertical, de manera que els objectes petits que són espaguetitzats no experimenten cap canvi net de volum.
Al seu llibre A Brief History of Time (1988) Stephen Hawking descriu el vol d'un astronauta fictici que, en passar per l'horitzó d'esdeveniments d'un forat negre, és «estirat com un espagueti» pel gradient gravitacional, de cap a peus. Tanmateix, el terme espaguetització fou establert anteriorment: Nigel Calder, per exemple, el fa servir en el seu llibre The Key to the Universe: A Report on the New Physics (1977).